# Кондрашин Володимир Петрович
Володимир Петрович Кондрашин (14 січня 1929, Ленінград — 23 грудня 1999, Санкт-Петербург) — радянський баскетболіст, радянський і російський баскетбольний тренер. Прізвиська — «Петрович», «Батюшка».
Виступав за ленінградський «Спартак». Майстер спорту СРСР (1952)
Під керівництвом Кондрашина чоловіча збірна СРСР вперше завоювала олімпійське золото (1972), а також в черговий раз стала чемпіоном світу (1974) і Європи (1971). У 1975 році єдиний раз привів ленінградський «Спартак» до перемоги в чемпіонаті СРСР. Заслужений тренер СРСР (1971). Закінчив у 1976 році Ленінградський інститут фізкультури ім. П. Ф. Лесгафта.

## Тренерська робота в клубі
Тренував «Спартак» (Ленінград) з 1967 по 1995. Під його керівництвом команда ставала:
- двічі — володарем європейського Кубка володарів Кубків (1973 і 1975 рр ..)
- чемпіоном СРСР (1975)
- чемпіоном СНД (1992).

## Тренерська робота в збірній
Тренував збірну СРСР з баскетболу в період з 1970 по 1976. Під його керівництвом збірна виграла:
- золоті медалі Універсіади 1970 року,
- золоті медалі чемпіонату Європи 1971 року,
- золоті медалі Олімпійських ігор 1972 року,
- золоті медалі чемпіонату світу 1974 року.

Крім того, були завойовані:
- срібні медалі Універсіади 1973 року і чемпіонату Європи 1975 року,
- бронзові медалі чемпіонату Європи 1973 року і Олімпійських ігор 1976 року.

## Нагороди
За заслуги у розвитку спорту та баскетболу нагороджений орденами Трудового Червоного Прапора (1972), Дружби народів (1985) і «Знак Пошани» (1985), Дружби (1995).
- У травні 1999 року Володимиру Петровичу Кондрашину було присвоєно звання Почесного громадянина Санкт-Петербурга.
- Володимир Кондрашин був включений в Зал слави ФІБА в день його відкриття — 1 березня 2007 року. Зал слави ФІБА був створений в іспанському Алкобендасі (передмістя Мадрида) в ознаменування 75-ї річниці цієї організації[2].
- У жовтні 2007 року в петербурзькому Палаці спорту «Ювілейний» була відкрита меморіальна дошка на честь Кондрашина[3].
- На будинку за адресою Невський пр., 77 / вул. Пушкінська, 1 встановлена гранітна меморіальна дошка з барельєфом: «В цьому будинку з 1929 по 1958 рік жив Володимир Петрович Кондрашин — видатний тренер з баскетболу, почесний громадянин Санкт-Петербурга».

## Відомі учні
- Бєлов Олександр Олександрович

## Родина
- Євгенія В'ячеславівна Кондрашина, дружина (з 1952 року), баскетболістка
- Юрій, син (нар. 1954)[4]

## У кіно
У російському фільмі 2017 року «Рух вгору» (реж. А. Мегердичєв), який присвячений перемозі команди СРСР на Олімпійських іграх 1972 року в Мюнхені, роль Кондрашина (у фільмі — Володимир Гаранжин) зіграв Володимир Машков. Родичі Кондрашина залишилися незадоволені сценарієм і наполягли на тому, щоб у фільмі головний тренер збірної СРСР не носив прізвище Кондрашин.